# Florești (Tulcea)
Florești (antiguamente Geaferca Turcească) es una localidad rumana de la comuna de Horia, en el condado de Tulcea.

## Toponimia
Entre los nombres antiguos del lugar se encuentran Geaferca-Turcească e Islam-Geaferca. El lugar pasó a llamarse Florești en 1964.

## Historia
Hacia comienzos del siglo XX la localidad, que ya por entonces pertenecía al condado de Tulcea, formaba parte de la comuna de Balabancea y tenía contabilizada una población de 294 habitantes, todos rumanos.
En la segunda mitad del siglo XX la localidad había pasado a formar parte de la comuna de Horia. En el censo de 2021 la localidad tenía una población de 241 habitantes.